# Better Days Comin'
Better Days Comin' je páté studiové album americké rockové skupiny Winger, vydané 23. dubna 2014 přes vydavatelství Frontiers Records.
Album se v USA umístilo v žebříčku Billboard 200 až na 85. místě. V žebříčku US Top Hard Rock Albums se překvapivě umístilo na 4. místě a v US Top Rock Albums se umístilo na 21. místě.
Ve Velké Británie se umístio v žebříčku UK Rock & Metal Albums na 10. místě, v žebříčku UK Independent Albums pak na 30. místě.
Je to nejlépe hodnocené album po dlouhé době od alb Winger a In The Heart of the Young.

## Seznam skladeb
| Pořadí | Název                             | Autor                                            | Délka |
| ------ | --------------------------------- | ------------------------------------------------ | ----- |
| 1.     | Midnight Driver of a Love Machine | Kip Winger, Reb Beach, Donnie Purnell            | 4:14  |
| 2.     | Queen Babylon                     | Winger, Beach, Purnell                           | 4:31  |
| 3.     | Rat Race                          | Winger, Beach, Purnell                           | 3:36  |
| 4.     | Better Days Comin'                | Winger, Beach                                    | 3:31  |
| 5.     | Tin Soldier                       | Winger, Beach, Purnell                           | 3:49  |
| 6.     | Ever Wonder                       | Winger                                           | 6:52  |
| 7.     | So Long China                     | Winger, Beach, John Roth, Stephanie Rachel Lewis | 4:17  |
| 8.     | Storm in Me                       | Winger, Beach, Roth                              | 4:42  |
| 9.     | Be Who You Are Now                | Winger, Roth, Mark Hudson                        | 5:11  |
| 10.    | Another Beautiful Day             | Winger, Beach, John Goodwin                      | 3:14  |
| 11.    | Out of This World                 | Winger, Beach, Paula Winger                      | 6:37  |

## Obsazení
- Kip Winger – zpěv, baskytara, klávesy, akustická kytara
- Reb Beach – kytary, doprovodný zpěv
- Rod Morgenstein – bicí
- John Roth – kytary, doprovodný zpěv

#### Hosté
- Cenk Eroglu – klávesy
- Marco Giovino – perkuse
- Paula Winger – zpěv